# Боньхади, Ладислау
Ладислау Людовик Боньхади (рум. Ladislau Ludovic Bonyhádi 25 марта 1923, Боньхад, Тольна — 13 июня 1997, Майами, Флорида) — румынский футболист, игрок сборной Румынии.

## Карьера
Он был одной из легенд ФК «УТА», дважды становился лучшим бомбардиром Лиги I, в 1947 и 1948 годах. В сезоне 1947/48 годов он забил 49 голов, что до сих пор является рекордом первой лиги Румынии, несмотря на то, что Дуду Георгеску забил 47 голов в сезоне 1976/1977 годов, который считался европейским рекордом, пока Месси не забил 50 голов в сезоне 2011/2012 годов. Он также трижды играл за сборную Румынии. После своего последнего сезона в «УТА» он уехал в Венгрию и играл за несколько команд низшей лиги.